# De Pera
De Pera es el nombre de una variedad cultivar de manzano (Malus domestica). Esta manzana está cultivada en la colección de la Estación Experimental Aula Dei (Zaragoza) con el número de accesión "3416". Esta manzana es originaria de Galicia, y así mismo está cultivada en la colección de árboles frutales y banco de germoplasma de Mabegondo con el Nº 34; ejemplares procedentes de esquejes localizados en San Martiño de Andrade, parroquia del municipio de Puentedeume (La Coruña).

## Sinónimos
- "Manzana De Pera",[5][6]
- "Maceira De Pera".

## Características
El manzano de la variedad 'De Pera' tiene un vigor vigoroso, productivo. Tamaño grande y porte erguido.
Época de inicio de brotación a partir del 26 de marzo y de floración a partir de 21 de abril.
Las hojas tienen una longitud del limbo de tamaño corto, con la máxima anchura del limbo media. Longitud de las estípulas es media y la máxima anchura de las estípulas es media. Denticulación del borde del limbo es serrado, con la forma del ápice del limbo acuminado y la forma de la base del limbo es cordiforme. Con subestípulas presentes.
Sus flores tienen una longitud de los pétalos larga, anchura de los pétalos es media, disposición de los pétalos en contacto entre sí, con una longitud del pedúnculo media.
La variedad de manzana 'De Pera' tiene un fruto de tamaño grande, de forma plana-globosa, de color bicolor, con chapa lavada, y de intensidad media. Epidermis de textura suave, sin pruina en su superficie, y con presencia de cera débil. Sensibilidad al "russeting" (pardeamiento áspero superficial que presentan algunas variedades) muy poco sensible. Con lenticelas de tamaño mediano.
Los sépalos están dispuestos de forma variable, y superpuestos en su base; su fosa calicina es profunda de una anchura ancha. Pedúnculo de grosor grueso y de longitud medio, siendo la cavidad peduncular de una profundidad media y de anchura ancha. Con pulpa de color crema, de firmeza es intermedia y textura intermedia; su jugosidad es intermedia con sabor de acidez media, y aromática.
Época de maduración y recolección a partir del 15 de agosto. 'De Pera' es una manzana que su destino es la conservación de esta variedad en el banco de germoplasma de Mabegondo como reserva genética.

## Susceptibilidades
- Oidio: ataque medio
- Moteado: no presenta
- Raíces aéreas: no presenta
- Momificado: no presenta
- Pulgón lanígero: no presenta
- Pulgón verde: ataque débil
- Araña roja: no presenta
- Chancro del manzano: no presenta[4]